# Nürnberg

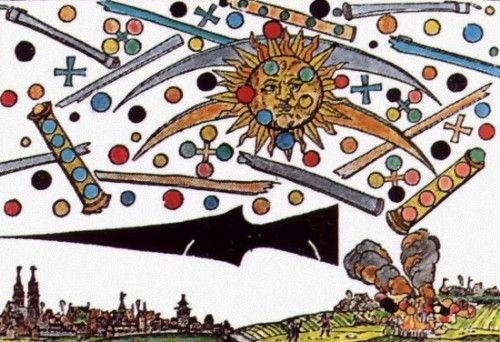
Sự kiện "Che kín bầu trời Nuremberg"

Nürnberg (phiên âm tiếng Việt: Nuyn-béc), còn có tên tiếng Anh là Nuremberg, là một thành phố lớn của Đức, nằm trong vùng phía Bắc của bang Bayern. Với dân số 510.632 người (thời điểm 31.12.2021), đây là trung tâm kinh tế và văn hóa của vùng Franken, lớn thứ hai tiểu bang Bayern. Cùng với các thành phố lân cận Fürth, Erlangen, và Schwabach, Nürnberg tạo thành một khu kỹ nghệ (Ballungsgebiet) với 1,3 triệu dân. Tháng 4 năm 2005, Nürnberg và vùng phụ cận đã trở thành Vùng đô thị Nürnberg với dân số là 3,5 triệu người có diện tích là 21.300 km vuông, được ghi vào danh sách của các vùng đô thị Đức.

## Lịch sử
Từ năm 1050-1571, do có vị trí trên các tuyến thương mại chủ chốt, thành phố mở rộng và tăng đáng kể tầm quan trọng. Nürnberg thường được xem là "thủ đô không chính thức" của Đế quốc La Mã Thần thánh, đặc biệt bởi vì Reichstage (nghị viện) và các tòa án thường nhóm họp tại lâu đài Nürnberg. Nghị viện của Nürnberg đã là một phần quan trọng trong cơ cấu hành chính của đế quốc. Năm 1219, Nürnberg trở thành một thành phố tự do dưới thời Hoàng đế Frederick II. Nürnberg cùng Augsburg nhanh chóng trở thành một trong hai trung tâm thương mại lớn trên tuyến đường từ Ý đến Bắc Âu.
Trong năm 1298, người Do thái của thị xã bị buộc tội báng bổ chủ nhà và 698 người đã bị giết trong một trong rất nhiều thảm sát Rintfleisch. Đằng sau vụ thảm sát trong năm 1298 cũng là mong muốn kết hợp các phần phía bắc và phía nam của thành phố, được chia bởi sông Pegnitz. Người Do Thái đã được cho định cư trong khu vực hay bị ngập lũ, nhưng khi lãnh đạo thành phố thực hiện, trung tâm thị trấn này đã có tầm rất quan trọng để phát triển trong tương lai. Do đó, những người Do thái đã được di dời đi. Khu vực này hiện là chợ thành phố, nhà thờ Frauenkirche và Rathaus (toà thị chính).

Nürnberg
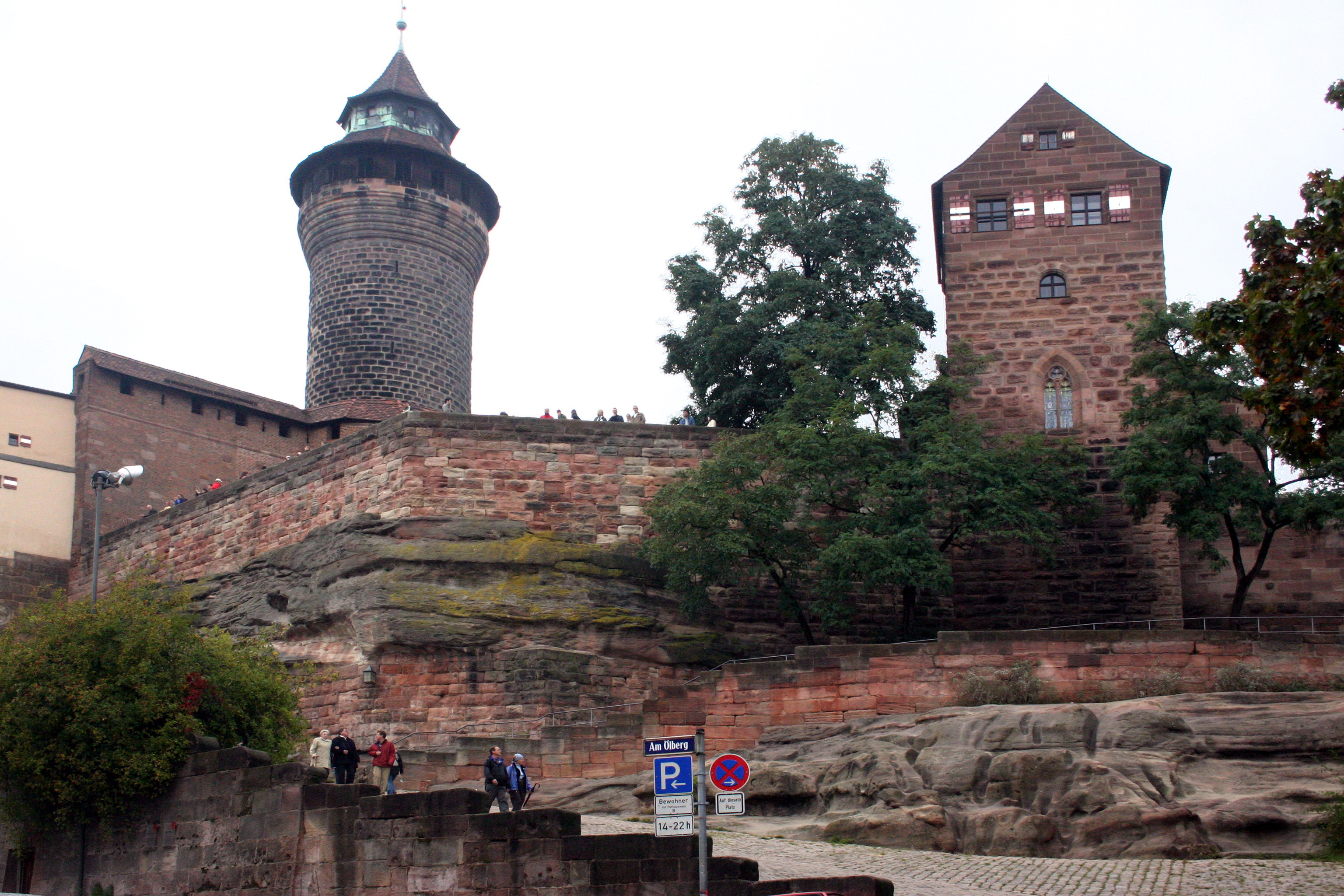
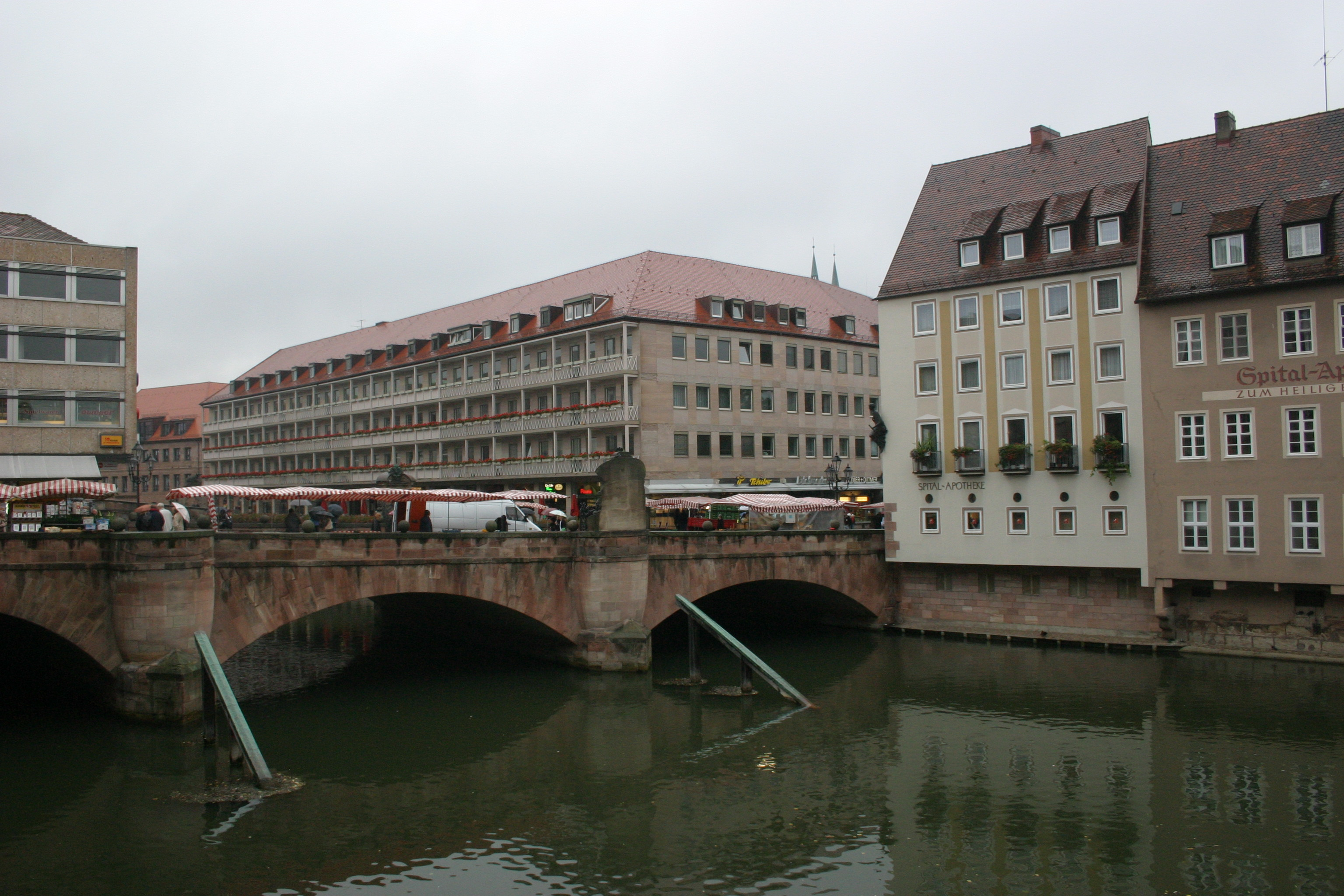
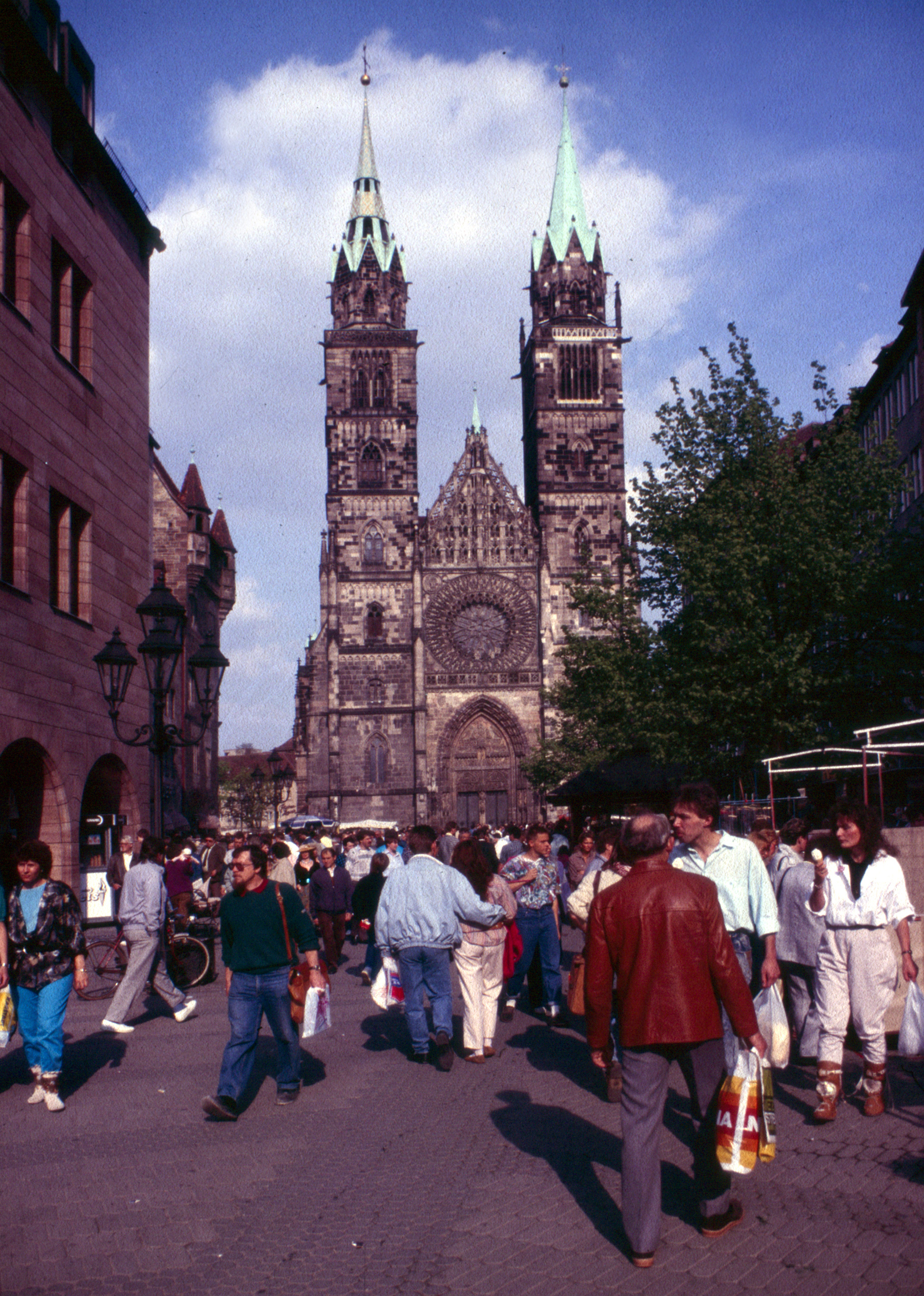
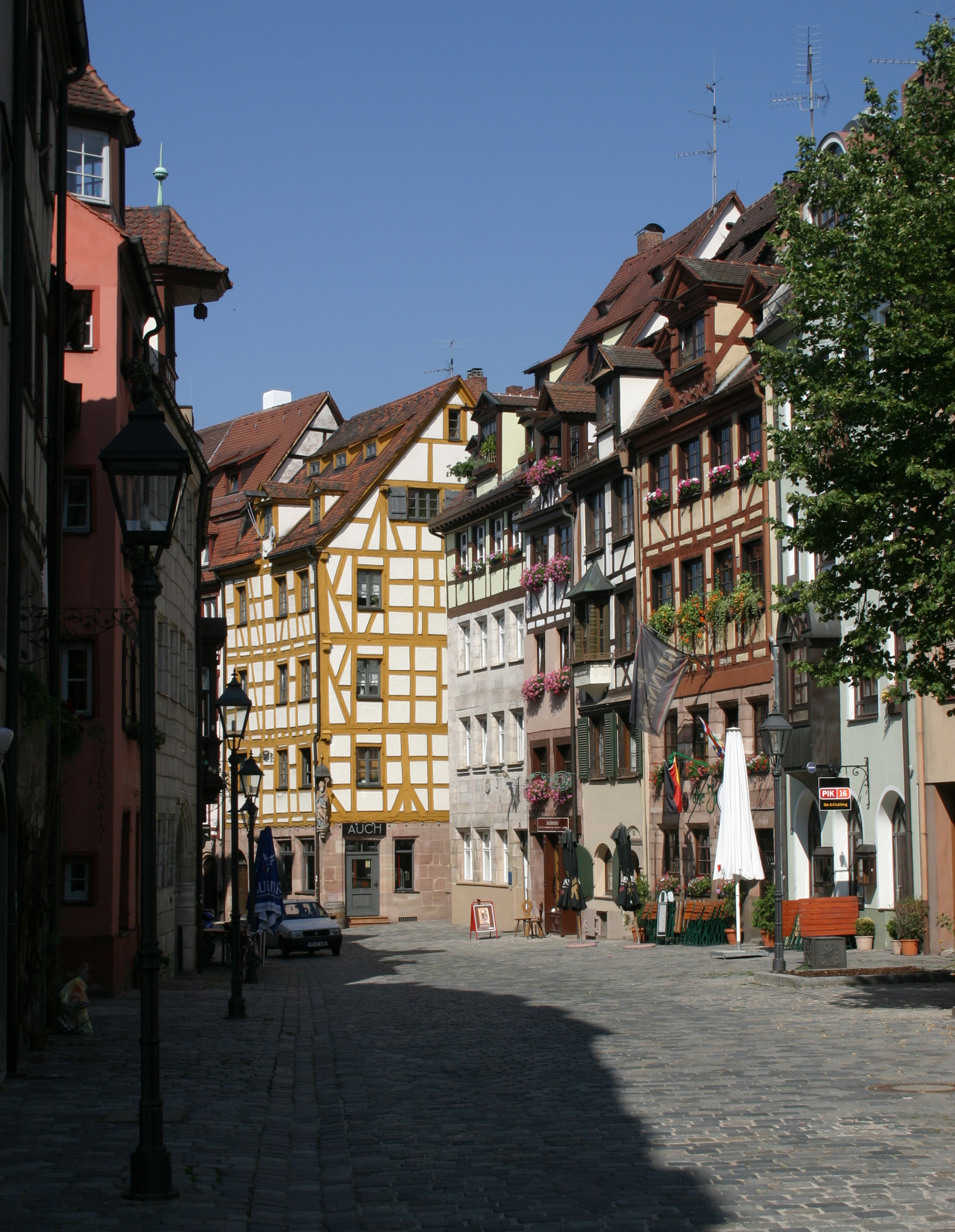
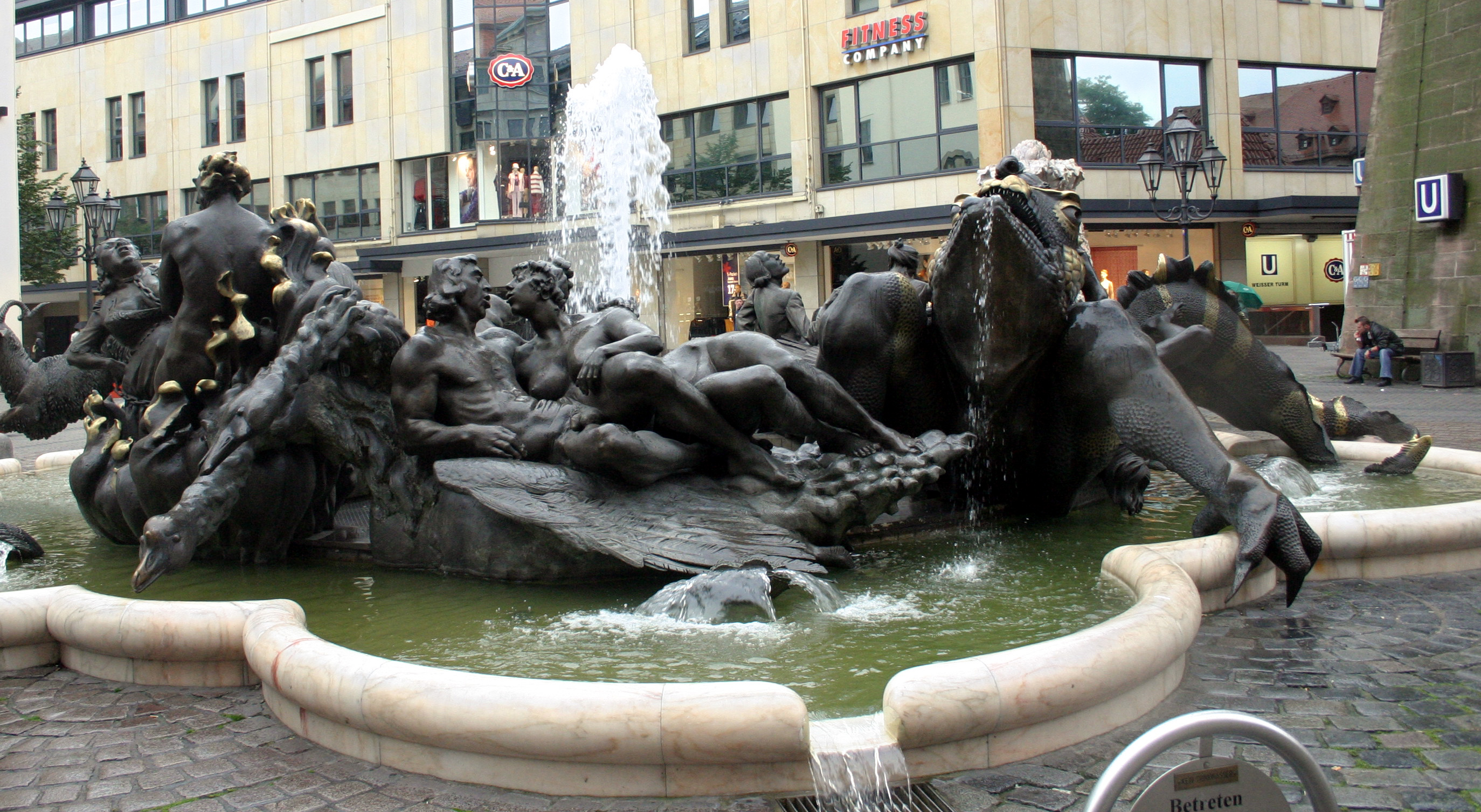
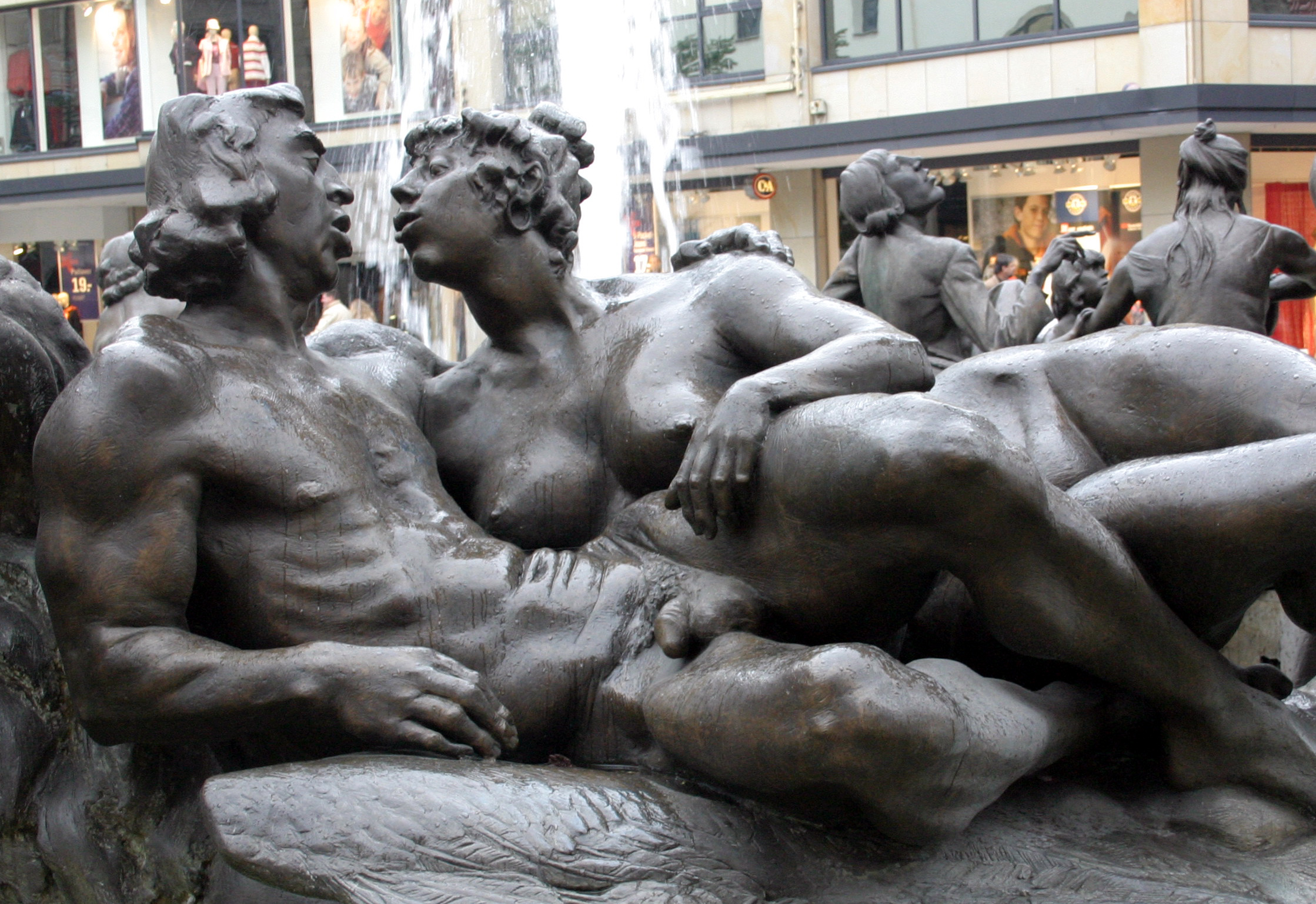
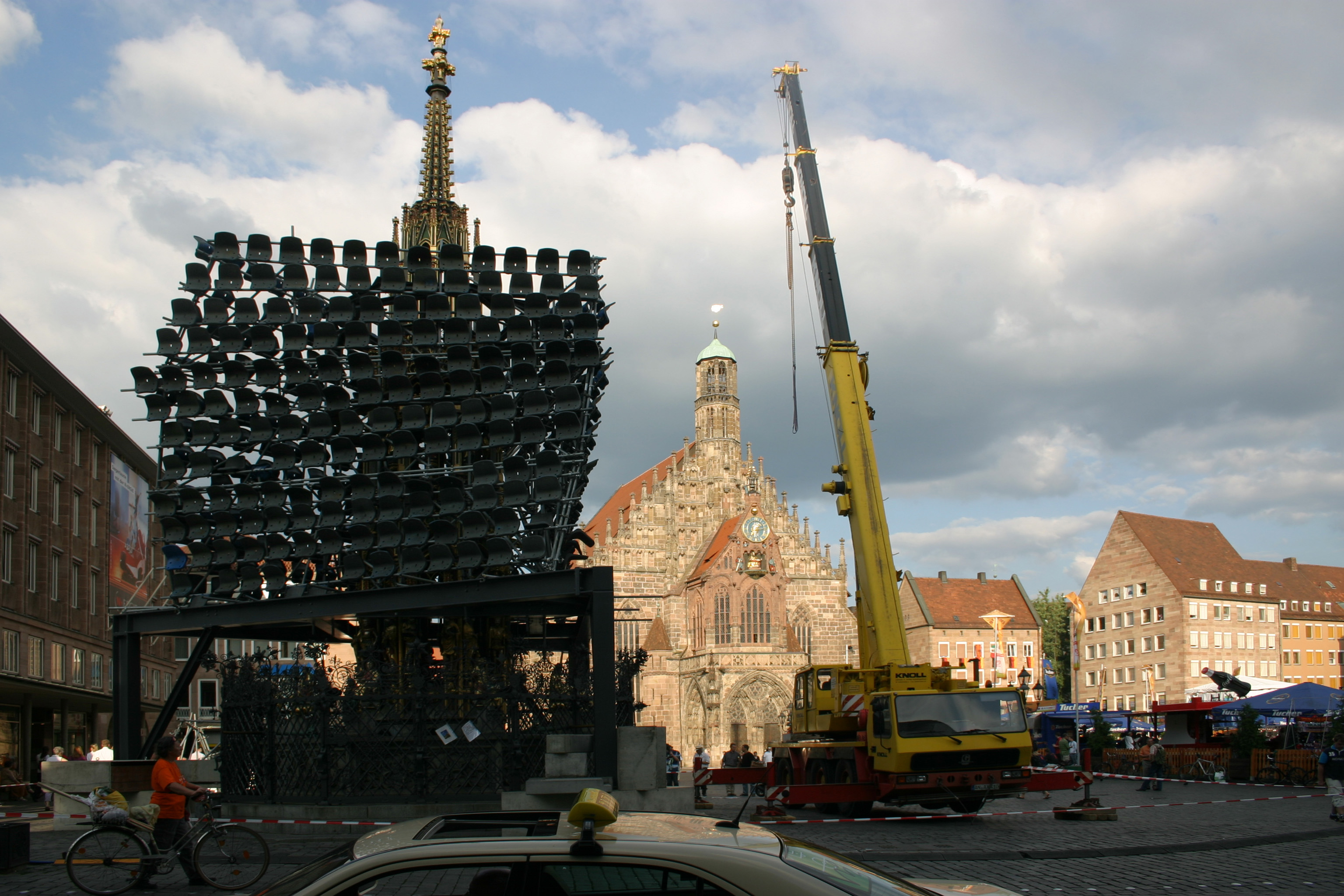
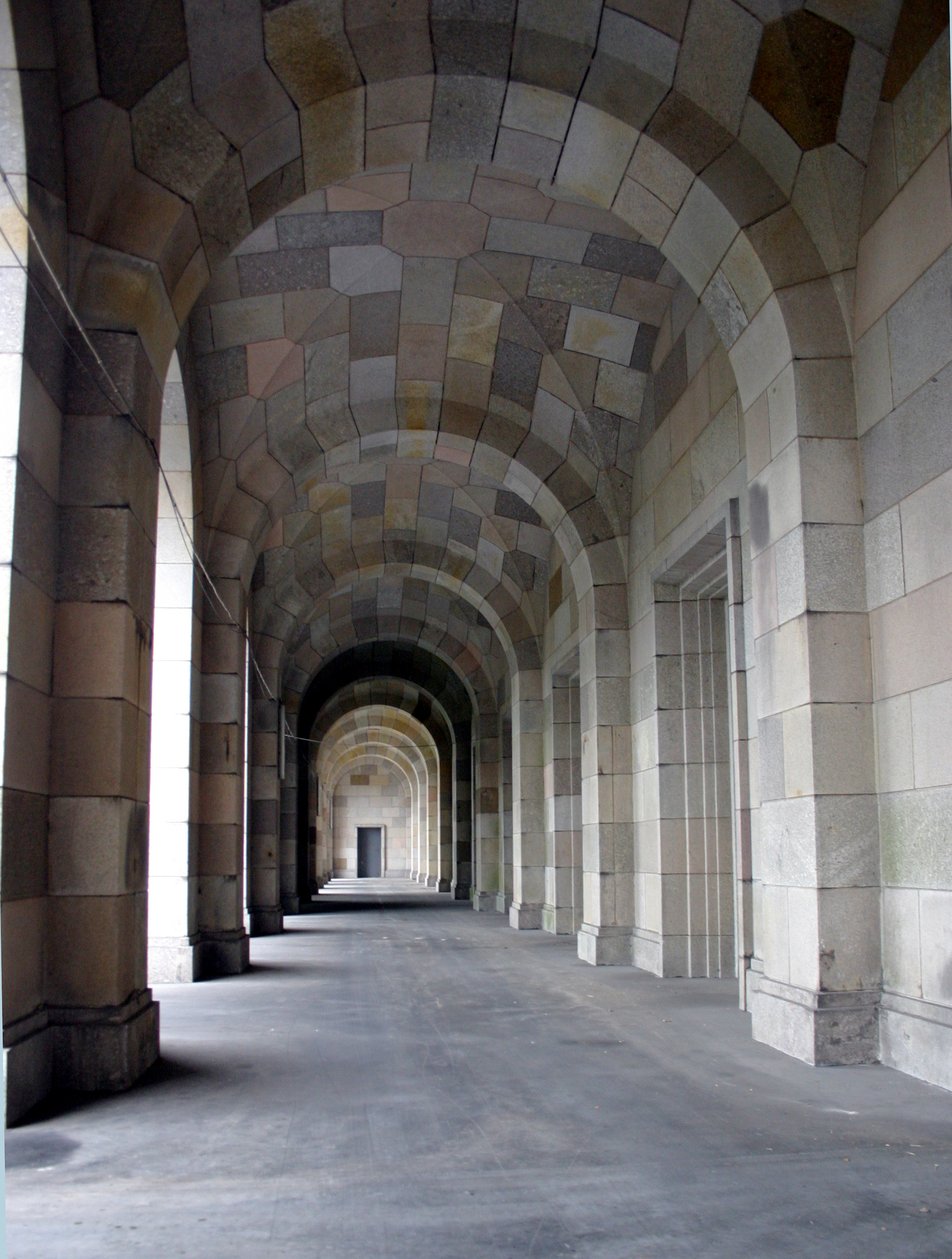